# طيون بريطاني
الطيون البريطاني (باللاتينية: Inula britannica) نوع نباتي ينتمي إلى جنس الطيون من الفصيلة النجمية.

## الموئل والانتشار
ينتشر في تركيا والقوقاز وكل أوروبا باستثناء البرتغال وفنلندا وبريطانيا وإيرلندا.